# Apogon chalcius
 Apogon chalcius és una espècie de peix de la família dels apogònids i de l'ordre dels perciformes.

## Morfologia
Els mascles poden assolir els 11,6 cm de longitud total.

## Distribució geogràfica
Es troba al sud-est del Pacífic: Illa de Pasqua.